# Trogossitídeos
Trogossitídeos (Trogossitidae), também conhecidos como besouros roedores, são uma pequena família da superfamília Cleroidea. Muitos táxons anteriormente dentro desta família foram removidos (a partir de 2019) para outras famílias, como Lophocateridae, Peltidae, Protopeltidae, Rentoniidae e Thymalidae. Os membros da família são geralmente predadores e/ou alimentam-se de fungos, tanto na fase adulta quanto na fase larval, e geralmente estão associados à madeira, sendo encontrados sob cascas ou dentro de galerias escavadas em túneis. Existem cerca de 400 espécies em 25 gêneros na família sob a nova circunscrição restrita, em oposição a 600 espécies em mais de 50 gêneros na antiga definição. O fóssil mais antigo atribuível à definição moderna e mais restrita da família é Microtrogossita do âmbar birmanês do Cretáceo Médio de Mianmar, que tem afinidades com os Trogossitini, indicando que a família já havia se diversificado consideravelmente nessa época.

## Gêneros
- Acalanthis Erichson, 1844
- Airora Reitter, 1876
- Alindria Erichson
- Anacypta Illiger
- Calanthosoma Reitter
- Calitys Thomson, 1859
- Corticotomus Sharp, 1891
- Dupontiella Spinola
- Egolia Erichson, 1842
- Elestora Pascoe
- Eupycnus Sharp
- Euschaefferia Leng, 1920
- Gymnocheilis Dejean
- Kolibacia Leschen & Lackner, 2013
- Larinotus Carter & Zeck
- Leipaspis Wollaston, 1862
- Leperina Erichson, 1844
- Melambia Erichson
- Narcisa Pascoe
- Necrobiopsis Crowson, 1964
- Nemozoma Latreille, 1804
- Paracalanthis Crowson
- Parallelodera Fairmaire, 1881
- Phanodesta Reitter
- Seidlitzella Jakobson
- Temnoscheila Westwood, 1830
- Tenebroides Piller & Mitterpacher, 1783
- Xenoglena Reitter